# Рут Гордон
Рут Гордон Джонс (англ. Ruth Gordon, *30 жовтня 1896, Квінсі, Массачусетс — †28 серпня 1985, Едгартаун, Массачусетс) — американська акторка, сценаристка, драматургиня, письменниця (автобіографії). За 47 років акторської кар'єри здобула премії «Оскар», «Еммі» та два «Золоті глобуси». Найвідомішими її ролями є сусідка Міні у фільмі «Дитина Розмарі» та Марджорі Чардін у «Гарольд і Мод».

## Біографія
Рут Гордон Джонс народилася 30 жовтня 1896 в місті Квінсі, штат Массачусетс, єдиною дитиною в сім'ї капітана Клінтона Джонсона і Енні Зіглер Джонс. Гордон полюбила театр у юному віці і часто писала листи улюбленим акторкам в надії отримати від них автограф. Після того, як на її лист відповіла акторка Гейзел Доун, Рут надихнулася почати власну кар'єру в театрі. Батько спочатку скептично поставився до її планів, але після закінчення середньої школи в 1914 все ж допоміг їй вступити до Американської академії драматичного мистецтва у Нью-Йорку.
У 1918 під час бродвейської роботи у «Сімнадцять» познайомилася з актором Грегорі Келлі. Уклала з ним шлюб у 1921, і була разом до його смерти від хвороби серця у 1927 році. «Не в нашій сімейній традиції розлучатися з чоловіками — ми їх просто ховаємо».
У 1929 народила поза шлюбом сина Джонса від бродвейського продюсера Джеда Гарріса.
У 1942 одружилася з драматургом Гарсоном Каніном, молодшим на 16 років, і тривало співпрацювала з ним як драматургиня.
Рут Гордон Джонс померла 28 серпня 1985 від інсульту у віці 88 років у своєму будинку в місті Едгартаун, штат Массачусетс.

## Театральна кар'єра
Вже через рік навчання Рут Гордон дебютувала в кіно у німому фільмі «Вихор життя» з епізодичною роллю танцюристки. У тому ж році Гордон дебютувала і на Бродвеї в постановці «Пітер Пен», з роллю Нібса, одного з загублених хлопчиків.
У 1918 виконала роль Лоли Пратт в бродвейській адаптації п'єси Бута Таркінгтона «Сімнадцять». Свою першу велику роль Гордон виконала у бродвейській п'єсі Максвелла Андерсона «Діти суботи», де зіграла Боббі. Рут Гордон продовжувала активно грати на театральній сцені протягом 1930-х: ролі Метті в постановці «Етан Фром», Марджері Пінчвайф в «Сільській дружині» Вільяма Уічерлі, а також Нори Гелмер в «Ляльковому домі» Генріка Ібсена.

## Кінокар'єра
Контракт з кіностудією «MGM» Рут Гордон підписала ще на початку 1930-х, але вперше з'явилася у фільмі студії лише в 1941 з невеликою роллю в картині «Дволика жінка» з Гретою Гарбо в головній ролі. У 1940 Гордон виконала дві успішні ролі на інших голлівудських студіях у фільмах «Лінкольн в Іллінойсі» і «Магічна куля доктора Ельріха».
У колаборації з Гордоном Каніном Рут Гордон написала серію чудових сценаріїв, поставлених Джорджем К'юкором, серед яких «Ребро Адама» і «Пет і Майк» з Кетрін Гепберн і Спенсером Трейсі в головних ролях. За ці два фільми, а також за їх перший сценарій для «Подвійного життя» в 1947, Гордон і Канін висувалися на премію «Оскар» в номінації найкращий оригінальний сценарій. 
У 1953 компанія «MGM» випустила фільм «Акторка» за автобіографією Гордон, в якому вона вимтупила сценаристкою (Гордон втілила англійка Джин Сіммонс). У 1970-х Рут Гордон написала ще три автобіографії: «Моя сторона», «Серед інших» і «Відкрита книга».
Рут Гордон продовжувала грати і на театральній сцені. У 1956 вона номінована як найкраща акторка на премію «Тоні» за роль Доллі Леві в п'єсі Торнтона Вайлдера «Сваха», яка пізніше отримала назву «Гелло, Доллі!». З гастролями цієї п'єси акторка виступала в Лондоні, Берліні та Единбурзі.
У 1966 Гордон була номінована на «Оскар» і удостоїлася «Золотого глобуса» в номінації найкращої акторки другого плану за роботу в картині «Внутрішній світ Дейзі Кловер» з Наталі Вуд в головній ролі. Почесну нагороду кіноакадемії і другого «Золотого глобуса» Рут Гордон отримала через три роки за роль Мінні Кастевет в містичному фільмі Романа Поланскі «Дитина Розмарі» за однойменним романом Айра Левіна. Третю номінацію на «Золотий глобус» їй принесла головна роль Мод у культовому фільмі «Гарольд і Мод».
Починаючи з 1970-х, Гордон стала періодично з'являтися на телебаченні. Знялася в серіалах «Рода», «Н'юхарт», «Коломбо», а також в «Таксі», роль у якому принесла їй у 1979 премію «Еммі».

## Фільмографія
- Лінкольн в Іллінойсі (1940) — Мері Тодд Лінкольн
- Магічна куля доктора Ельріха (1940) — Гедвіґ Ерліх
- Дволика жінка (1941) — міс Рут Елліс
- Війна в Північній Атлантиці (1943) — місис Джервіс
- 1966 — Внутрішній світ Дейзі Кловер — місис Кловер
- 1968 — Дитина Розмарі — Мінні Кастевет
- Що сталося з тітонькою Еліс? (1969) — Еліс Діммок
- Де Поппі? (1970) — місис Хочейзер
- 1971 — Гарольд і Мод— Мод
- Як не крути — програєш (1978) — Зеновія «Ма» Боггс
- Сміттєве полювання (1979) — Арвілла Дролл
- 1980 — Мій охоронець — Бабуся Піч
- Як тільки зможеш (1980) — Зеновія «Ма» Боггс
- Дельта Пі (1985) — Магсі
- Проблема зі шпигунами (1987) — місис Аркрайт

## Сценарії
- Подвійне життя (1947)
- Ребро Адама (1949)
- Врятувати шлюб (1952)
- Пет і Майк (1952)
- Акторка (1953)

## Нагороди
- «Оскар» 1969 — «Найкраща жіноча роль другого плану» («Дитина Розмарі»)
- «Золотий глобус» 1966 — «Найкраща жіноча роль другого плану» («Внутрішній світ Дейзі Кловер»)
- «Золотий глобус» 1969 — «Найкраща жіноча роль другого плану» («Дитина Розмарі»)
- «Еммі» 1979 — «Найкраща жіноча роль у комедійному серіалі» («Таксі»)